# Georgia (film, 1981)
Pour l’article homonyme, voir Georgia.
Pour plus de détails, voir Fiche technique et Distribution.
Georgia ou Four Friends en version originale anglaise, est un film américain réalisé par Arthur Penn en 1981.

## Synopsis
East Chicago. Indiana - début des années 1960. Trois jeunes hommes, Danilo, David et Tom courtisent la même jeune fille, Georgia Miles. Celle-ci, très exaltée, se croit destinée à une carrière de grande danseuse, à l'image d'Isadora Duncan, son idole. Georgia s'offre à Danilo, qui ne sait pas "saisir l'instant", et perd sa virginité avec Tom. Celui-ci, à la veille de partir pour le Vietnam, ne souhaite pas se marier avec elle et Georgia épouse David, bien qu'elle soit enceinte de Tom. Quant à Danilo, il a toujours été épris de Georgia, mais il s'unit à Adrienne, la sœur de Louie, un copain d'université, fils de milliardaire, gravement paralysé et, sans doute, condamné. Or, ce mariage n'a jamais été admis par le père d'Adrienne qui tire sur eux, tue sa fille et se suicide. Très affecté, profondément désorienté, Danilo apprend, en outre, le décès de Louie. Il revoit pourtant Georgia, désormais séparée, élevant seule son enfant. Celle-ci mène une vie désordonnée et paraît peu encline à partager une nouvelle vie de couple. Danilo va, de son côté, travailler avec son père dans une aciérie de Pennsylvanie. Errements, nouvelles rencontres et disputes émaillent l'existence instable de Danilo et Georgia. Une nuit, pourtant, les quatre anciens amis se retrouvent. C'est alors qu'enfin Georgia et Danilo se décident à partir vers le Sud afin d'y sceller une existence commune.

## Fiche technique
- Titre original : Four Friends
- Titre en France : Georgia
- Réalisateur : Arthur Penn
- Scénario : Steve Tesich
- Photographie : Ghislain Cloquet, Technicolor
- Musique : Elizabeth Swados
- Décors : David Chapman, Dick Hughes
- Montage : Barry Malkin, Marc Laub
- Production : Filmways Pictures - Florin Production - Cinéma 77 - Geria Film (A. Penn, Gene Lasko)
- Durée : 115 minutes
- Pays de production :  États-Unis
- Année de réalisation : 1981
- Genre : Film dramatique

## Distribution
- Craig Wasson (VF : Hervé Bellon) : Danilo Prozor
- Jodi Thelen (VF : Maïk Darah) : Georgia Miles
- Jim Metzler : Tom Donaldson
- Michael Huddleston : David Levine
- Reed Birney : Louie Carnahan
- Julia Murray : Adrienne Carnahan
- Elizabeth Lawrence : Mme Prozor
- Lois Smith (VF : Arlette Thomas) : Mme Carnahan
- James Leo Herlihy (VF : Roger Carel) : M. Carnahan
- Miklos Simon (VF : Claude Joseph) : M. Prozor
- Zaid Farid : Rudy
- David Graf (VF : Marc François) : Gergley

## Bande-son
La bande-son comprend :
- Georgia on My Mind, titre écrit par Hoagy Carmichael et Stuart Gorrell, interprété par Ray Charles
- Le thème de Bonanza par Jay Livingston et Ray Evans
- Hit the Road Jack de Percy Mayfield, par Ray Charles
- Shop Around par Berry Gordy et Smokey Robinson
- Blue Moon par Richard Rodgers et Lorenz Hart
- Le thème du Troisième Homme de Anton Karas, par Guy Lombardo & His Royal Canadians.
- Un des thèmes de la 9° symphonie d'Antonín Dvořák, dite Symphonie du nouveau monde.

## Publication
Le descriptif intégral du film et les dialogues français et anglais sont publiés dans L’Avant-Scène Cinéma n°675 (septembre 2020)
Voir http://www.avantscenecinema.com/numero-675-georgia-darthur-penn/